# 1983 en sociologie
| Années de la sociologie : 1980 - 1981 - 1982 - 1983 - 1984 - 1985 - 1986    |
| Décennies de la sociologie : 1950 - 1960 - 1970 - 1980 - 1990 - 2000 - 2010 |

Cet article présente les événements de l'année 1983 dans le domaine de la sociologie.

## Publications

### Livres
- Raymond Aron, Mémoires. 50 ans de réflexion politique.
- Benedict Anderson, Imagined Communities, Reflections of the Origin and Spread of Nationalism.